# Torrelhas
Torrelhas (en francès Tourreilles) és un municipi del departament de l'Aude, a la regió d'Occitània.